# Шестаков Сергій Сергійович
Сергі́й Сергі́йович Шестако́в (нар. 12 квітня 1990, Ладижин, Вінницька область) — український футболіст.

## Біографія
У дорослий футбол попав з клубом «Авангард-Енергія» з міста Ладижин, що виступав у чемпіонаті Вінницької області.
У 2011 році разом з командою «СКАД-Ялпуг» був заявлений на чемпіонат України серед аматорських команд (ААФУ). На Кубок України серед аматорських команд уже був заявлений з командою «Совіньйон» (Таїрове).
У 2011 році з'явилась команда «Одеса», яка відразу ж заявила на чемпіонат першої ліги молодого нападника. За «Одесу» Шестаков провів 43 гри (одна в Кубку України) і забив один гол.
Влітку 2013 року Шестаков підписав контракт з тернопільською «Нивою», яка вийшла до Першої ліги. Новий календарний рік футболіст зустрів з боргами по зарплаті й повною невизначеністю у подальшій долі команди. Аби не втрачати ігрову форму Федерація футболу України дала дозвіл Шестакову, попри чинну угоду з «Нивою», тимчасово заявитися за нову команду — «УкрАгроКом» із Головківки. У цій команді він продовжив успішні виступи та по закінченні сезону став найкращим асистентом Першої ліги.
Сезон 2014/15 років Шестаков провів у охтирському «Нафтовику», після чого був запрошений до донецького «Олімпіка». У складі цієї команди 18 липня 2015 року у грі проти одеського «Чорноморця» дебютував в українській Прем'єр-лізі. Загалом за донецьку команду в елітному дивізіоні провів 56 матчів і забив 2 голи.
У грудні 2017 року Шестаков підписав контракт з угорським «Діошдьйором» із міста Мішкольц, який виступав в OTP Bank Liga (вищий угорський дивізіон). 24 лютого дебютував за нову команду у виїзній грі проти «Пакшу» (1:2). Перший м'яч в еліті угорського футболу забив 4 серпня 2019 року у домашньому матчі проти «Гонведа» (2:1). Усього в чемпіонаті Угорщини провів 84 гри, в яких забив 3 голи.
25 червня 2021 року у статусі вільного агента підписав контракт із рівненським «Вересом»  строком на один рік. Утім, через численні травми за два сезони провів лише 9 матчів за клуб і в кінці 2022 року залишив команду.
31 січня 2023 року в статусі вільного агента перейшов до першолігового черкаського «ЛНЗ», з яким того ж року здобув право виступати в еліті українського футболу. Дебютував за черкаський клуб в рам ках УПЛ 30 липня 2023 року у домашній грі проти одеського «Чорноморця» (0:2). Перший м'яч за команду забив 18 серпня у ворота житомирського «Полісся» (1:2).
У Сергія Шестакова є брат-близнюк Михайло, який також є професійним футболістом і до вторгнення Росії до України (2022) був одноклубником Сергія.

## Досягнення
ЛНЗ (Черкаси)
- Перша ліга України
  -  Бронзовий призер (1): 2022/23